# Sinagoga Rabbi Țirilson
Sinagoga Rabbi Țirilson este un monument de arhitectură de însemnătate locală, inclus în Registrul de monumente de istorie și cultură a municipiului Chișinău. Lăcașul poartă numele lui Yehuda Leib Tsirelson, teolog iudaic, care a îndeplinit funcția de Șef-rabin al Comunității evreilor din Basarabia între anii 1908–1941. Edificiul a fost grav deteriorat în urma unui cutremur.

## Istoric
Clădirea a fost construită la sfârșitul sec. al XIX-lea sau în anii 1910. Complexul religios era format din două clădiri: o sinagogă cu o ieșiva, numită „Magen David” și un azil pentru bătrâni, unite între ele. Sala de rugăciune era iluminată de ferestre dispuse pe două niveluri, la fel ca camerele rituale. În perioada sovietică clădirea a fost naționalizată.
În anul 2010, comunitatea evreiască a răscumpărat lăcașul din posesia statului, planificând către 2013 începerea lucrărilor de reconstrucție, în acest sens fiind eliberată autorizația pentru demararea lucrărilor, cu toate acestea lucrările nu au mai fost executate. În decembrie 2020, rabinul comunității evreiești din Moldova, Shimshon D. Izakson, a inițiat din nou eforturile pentru restaurarea edificiului, adunându-se prin donații suma necesară pentru curățarea teritoriului și dezmembrarea secțiunilor care nu pot fi reconstruite.

## Galerie de imagini

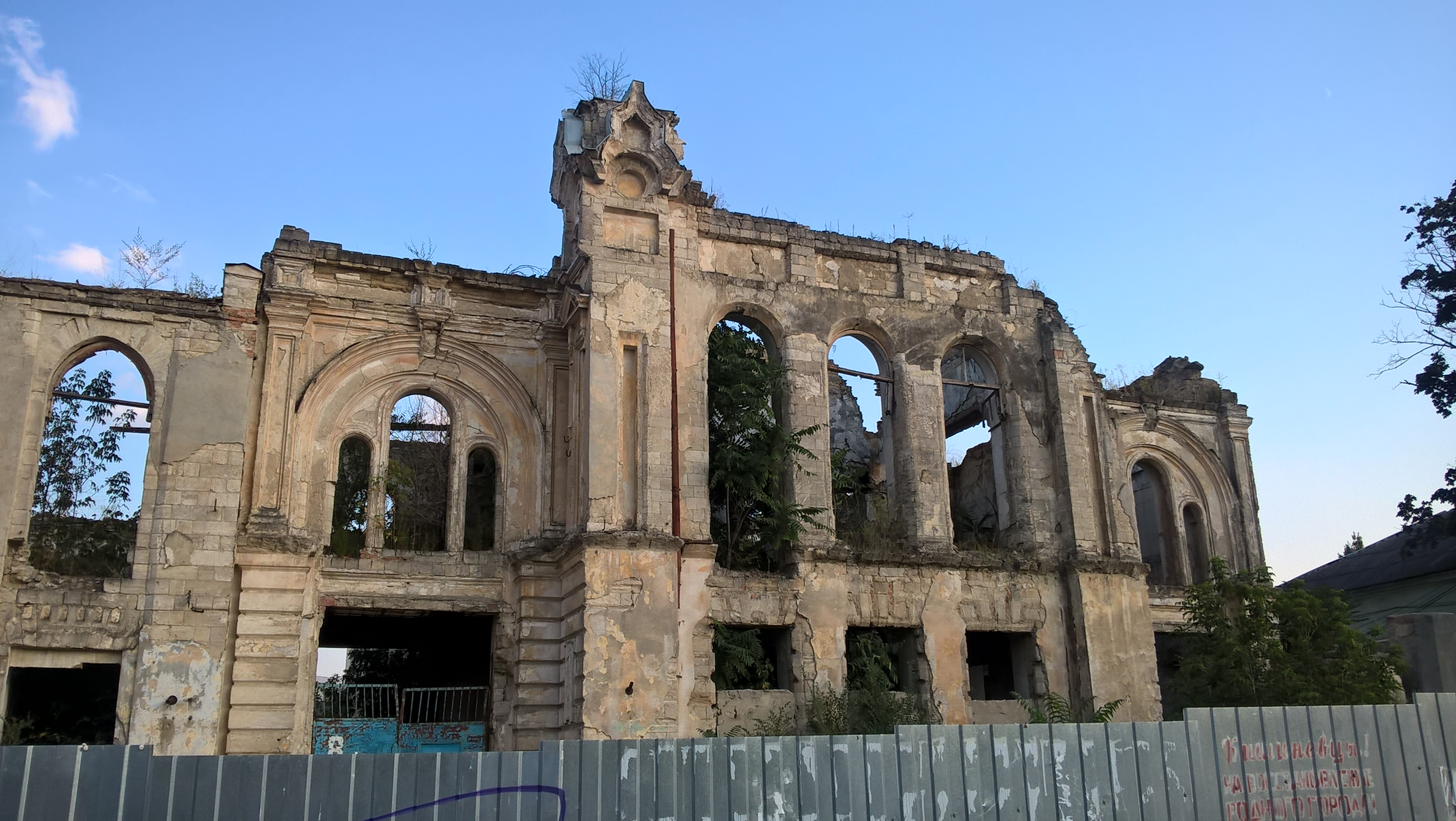
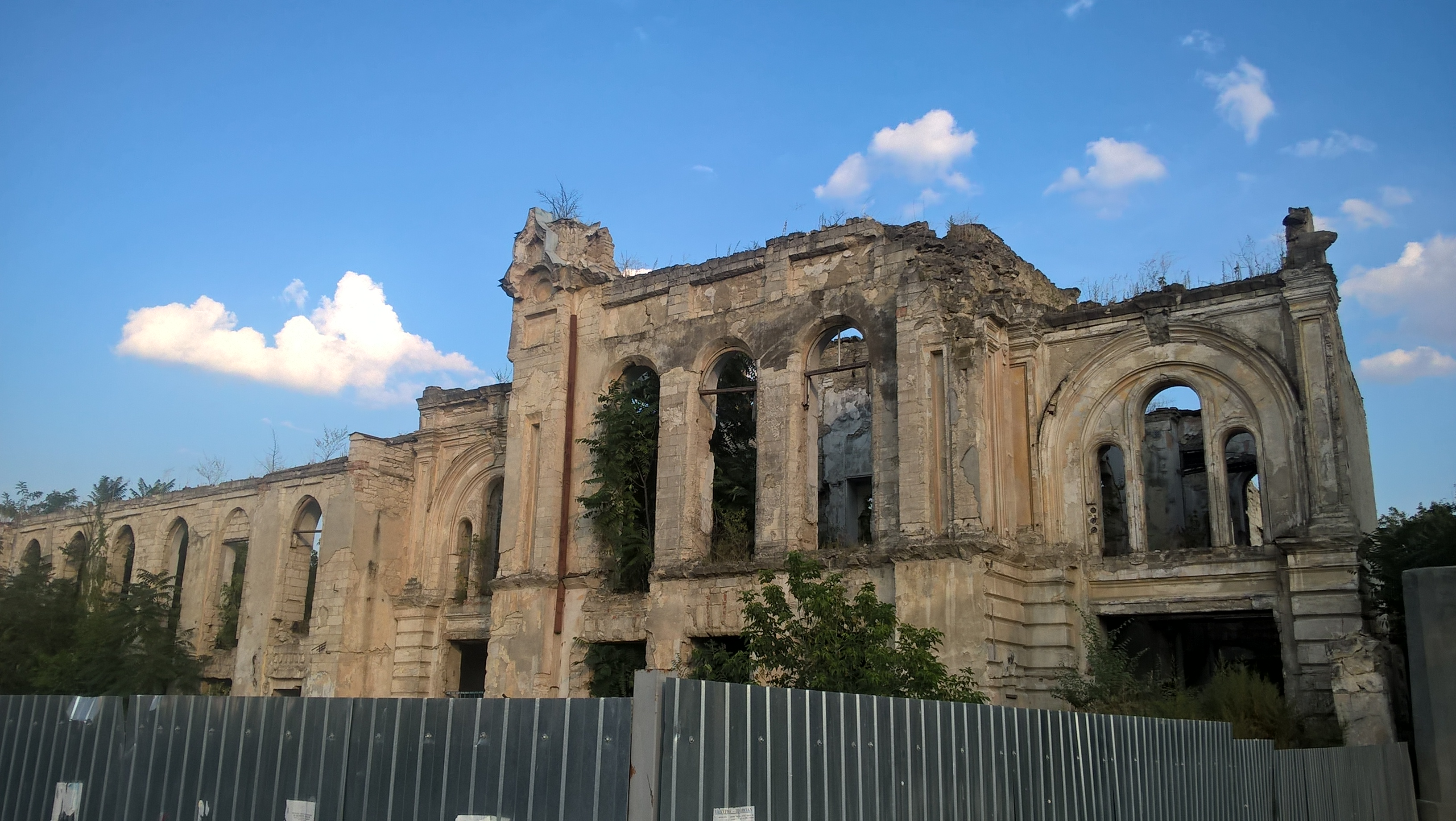